# Олайне (станция)
О́лайне (латыш. Olaine) — железнодорожная станция. Расположена на территории города Олайне (Олайнский край), на линии Рига — Елгава. Станция имеет две платформы и пять путей.

## История
Станция открыта в 1868 году под названием Olai в числе первых четырёх станций линии Рига — Елгава, и долгое время была единственной остановкой между Торнякалнсом и Елгавой. В 1915 году немецкие войска захватили станцию и проложили из Олайне в Елгаву железнодорожную ветку с колеёй 1435 мм для обслуживания своих позиций. Ветка просуществовала до начала Рижской операции в сентябре 1917 года.
Первое пассажирское здание станции Олайне с приходом немцев было разрушено. Новое здание было построено в 1920-1921 гг. по проекту архитектора В. Ламзе и частично пострадало во время Второй мировой войны.
В 1940 году проложили узкоколейную ветку к новой торфообрабатывающей фабрике. В 1960-е годы узкоколейку заменили на путь с широкой колеёй и оборудовали подъездные пути к строящимся заводам химических реактивов, пластмасс и фармакологическому заводу.
На станции останавливаются все электропоезда маршрута Рига — Елгава и дизельный поезд Рига — Лиепая (только на пути в Лиепаю). В отдельных случаях назначаются электропоезда только до станции Олайне.